# Rejo Sari (Sungai Keruh)
Rejo Sari is een bestuurslaag in het regentschap Musi Banyuasin van de provincie Zuid-Sumatra, Indonesië. Rejo Sari telt 1041 inwoners (volkstelling 2010).